# JK Tartu Merkuur
El JK Tartu Merkuur fue un equipo de fútbol de Estonia que alguna vez jugó en la Meistriliiga, la primera división de fútbol en el país.

## Historia
Fue fundado en el año 1990 en la localidad de Tartu y fue uno de los equipos fundadores de la Meistriliiga en 1992, en donde terminó en 7.º lugar entre 8 equipos.
El club jugó las tres primeras temporadas de la Meistriliiga hasta que descendió en la temporada 1993/94 al terminar en décimo lugar entre 11 equipos. Posteriormente el club pasó jugando entre la segunda y tercera categoría del fútbol de Estonia hasta que en 2004 retorna a la máxima categoría luego de adquirir la licencia del FC Levadia Tallinn.
El club continuó otras tres temporadas en la liga, cambiando su nombre en 2006 por el de JK Maag Tartu, y un año después el club desaparece tras fusionarse con el Tammeka Tartu para crear al JK Tartu Maag Tammeka.

### Reencarnación
En 2013 nace el club nace el FC Tartu Merkuur en la II liiga, la cual es actualmente la cuarta división de fútbol en el país y que es considerado el sucesor del club.

## Temporadas
| Temporada | Liga | Pos. | +/- Goles | Pts. |
| --------- | ---- | ---- | --------- | ---- |
| 1992      | I    | 7    | -19       | 1    |
| 92/93     | I    | 10   | -46       | 12   |
| 93/94     | I    | 10   | -89       | 5    |
| 94/95     | II   | 4    | -7        | 16   |
| 95/96     | III  | 3    | +4        | 11   |
| 96/97     | III  | 1    | +18       | 29   |
| 97/98     | II   | 4    | +2        | 18   |
| 1998      | II   | 7    | -10       | 15   |
| 1999      | III  | 2    |           |      |
| 2000      | II   | 6    | -20       | 34   |
| 2001      | II   | 4    | +22       | 46   |
| 2002      | II   | 5    | -26       | 33   |
| 2003      | II   | 6    | -29       | 25   |
| 2004      | I    | 5    | -11       | 35   |
| 2005      | I    | 6    | -34       | 40   |
| 2006      | I    | 5    | -3        | 48   |